# Sparganothoides brasiliana
Sparganothoides brasiliana är en fjärilsart som beskrevs av Powell och Lambert. Sparganothoides brasiliana ingår i släktet Sparganothoides och familjen vecklare. Inga underarter finns listade i Catalogue of Life.